# Milionia brevipennis
Milionia brevipennis là một loài bướm đêm trong họ Geometridae.